# Neoperla brachyura
Neoperla brachyura és una espècie d'insecte plecòpter pertanyent a la família dels pèrlids.